# Torsburgen (fornborg)
För andra betydelser, se Torsburgen.

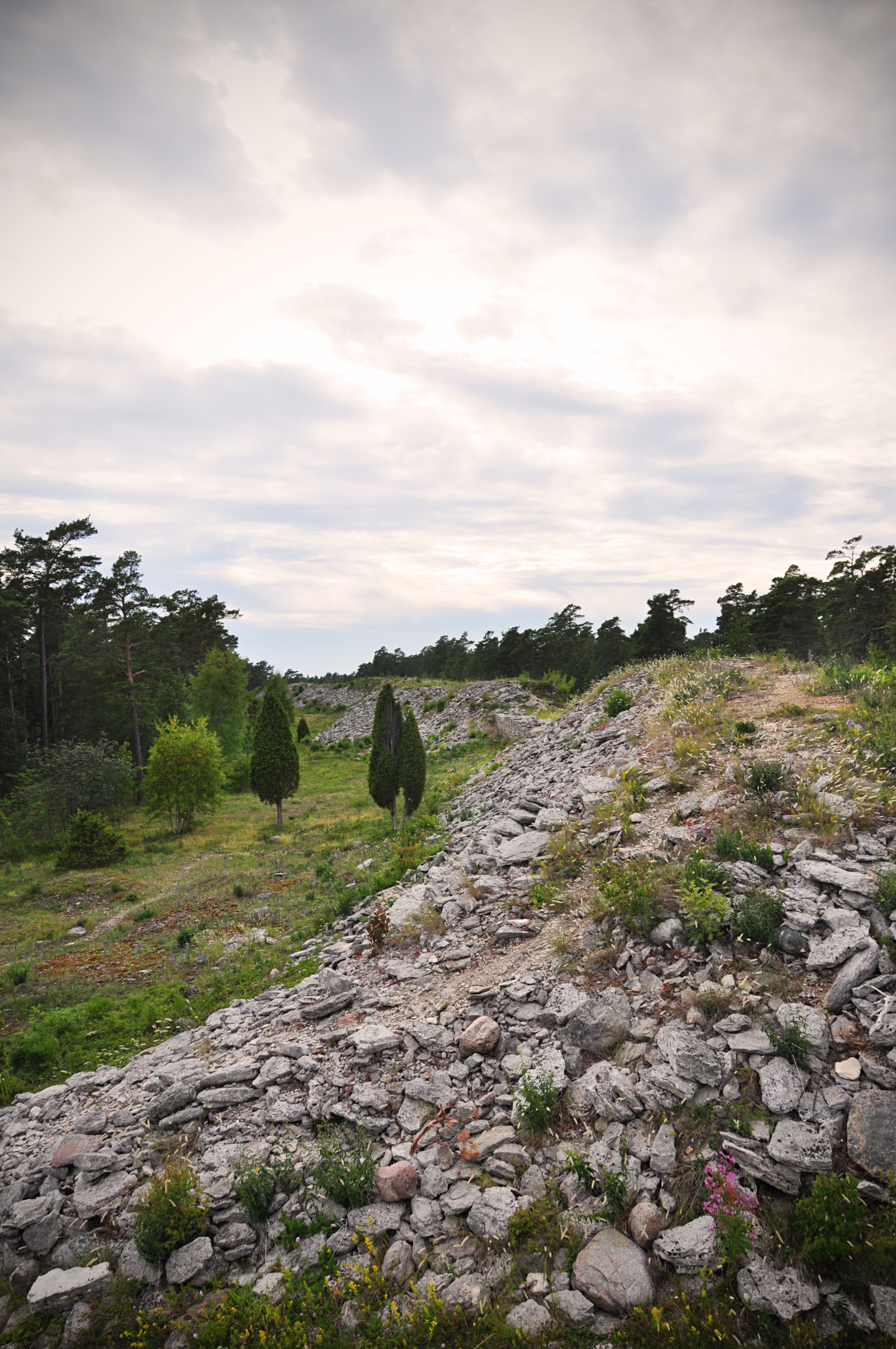
Torsburgen i skymningen

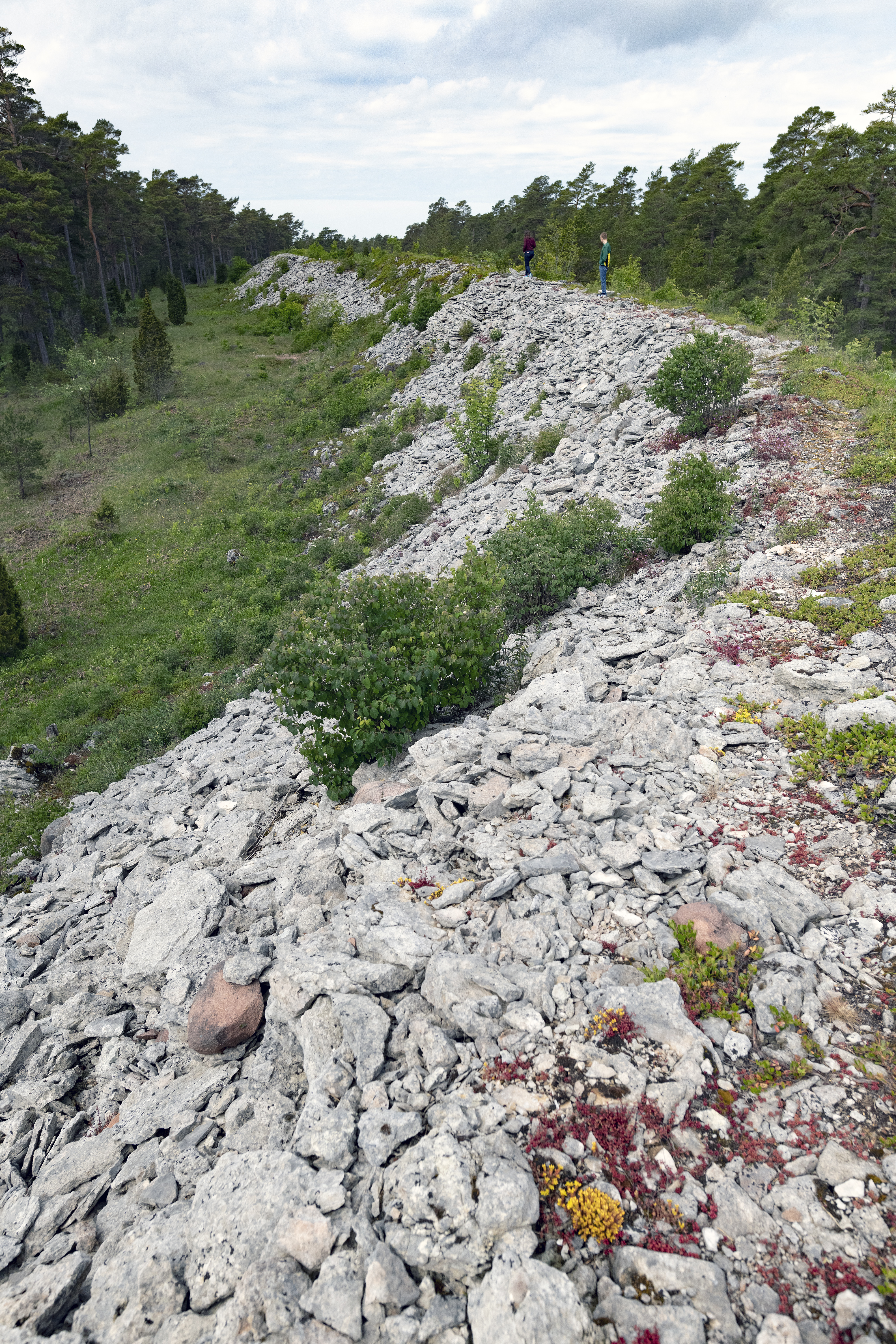
Torsburgen Ardre luke 2020

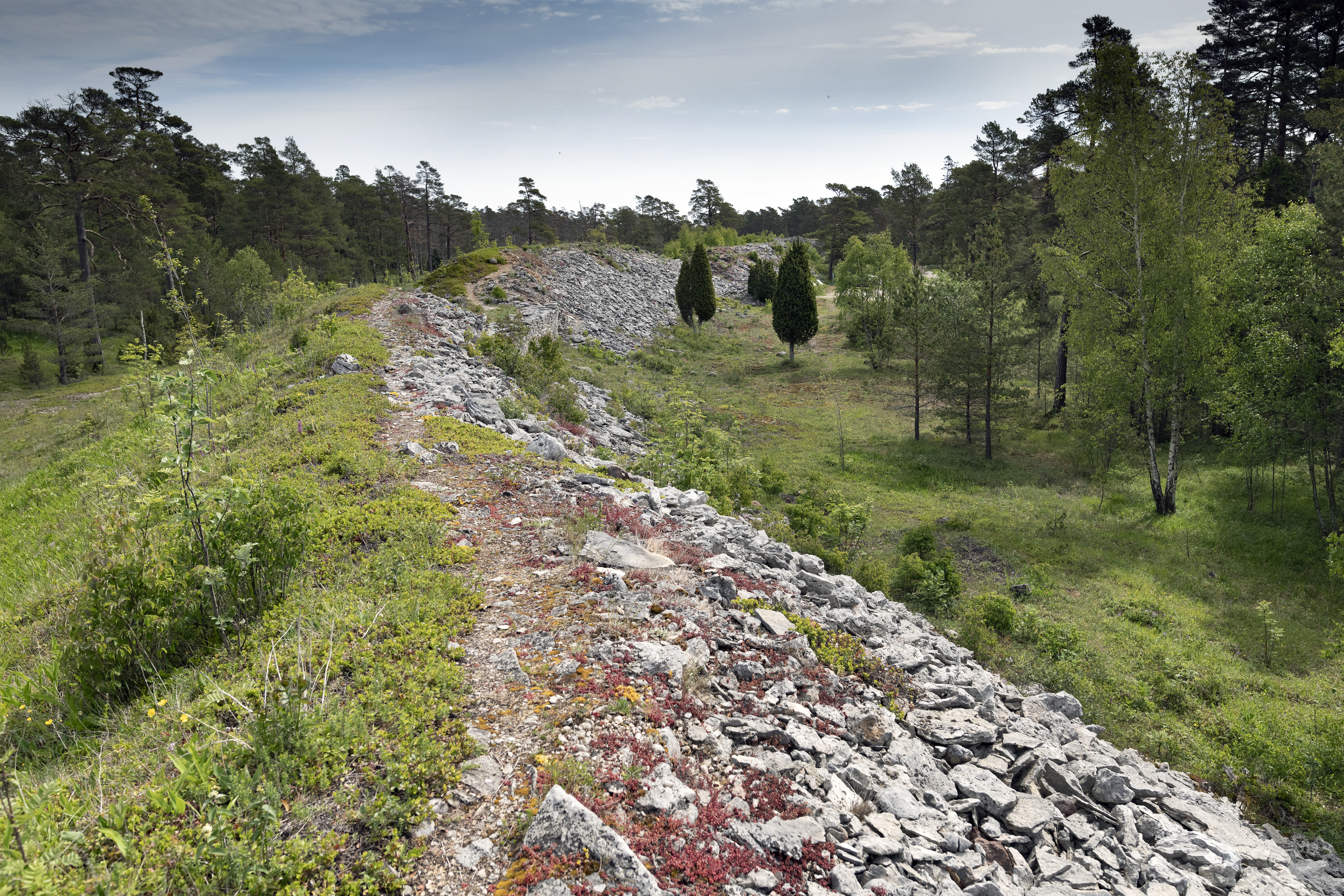
Torsburgen Ardre luke 2020

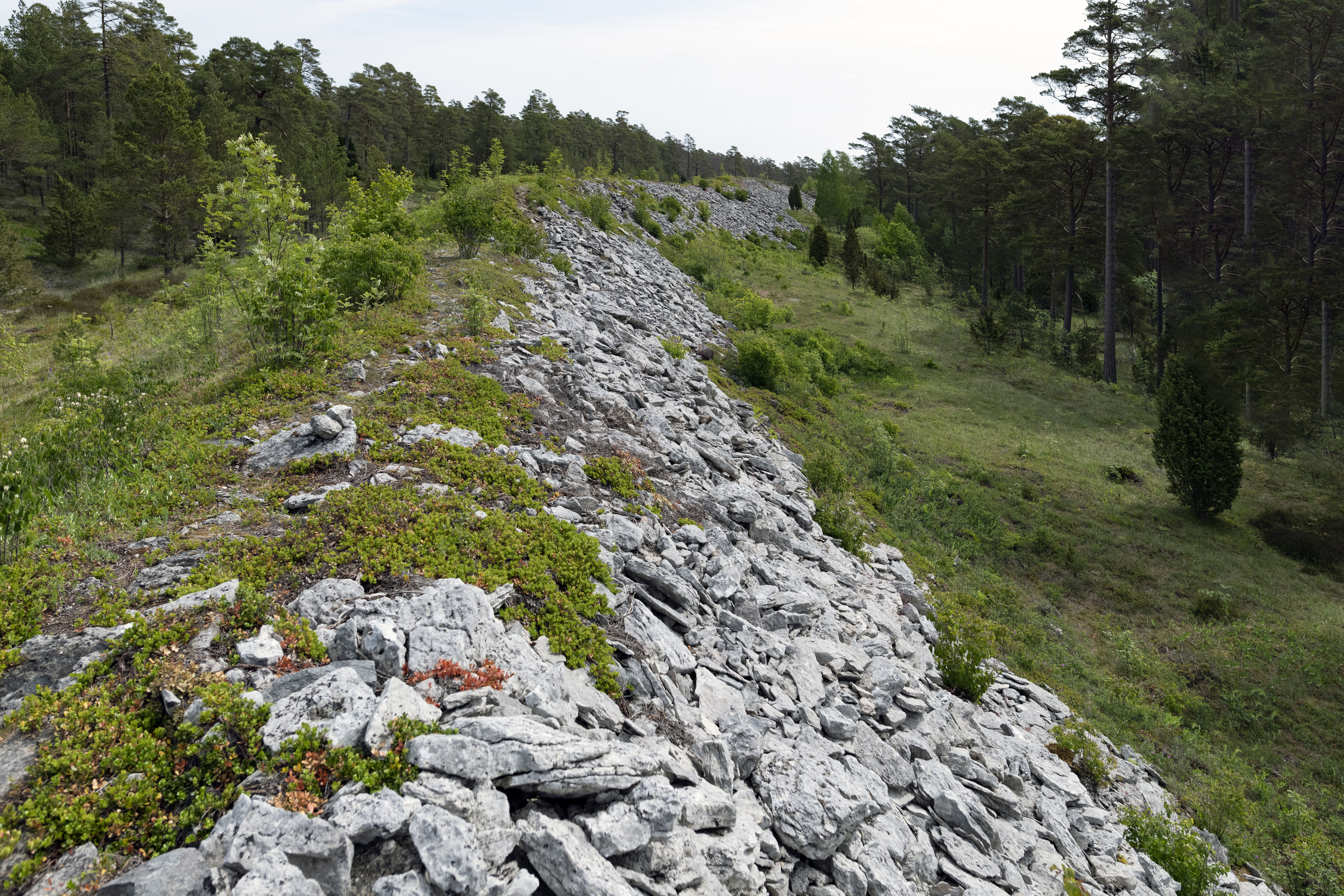
Torsburgen vid Ardre luke 2020

Torsburgen är en fornborg belägen på en 71 meter hög inlandsklint i Kräklingbo socken på Gotland. Denna fornborg är med sin enorma storlek, cirka 1,2 kvadratkilometer, Nordens tredje största fornborg – den största är Halleberg i Västergötland (20 kvadratkilometer) och den näst största (fem kvadratkilometer) är Söholt/Hejrede-borgen på Lolland i Danmark. Området runt Torsburgen är idag naturreservat.

## Struktur
En naturlig inlandsklint omger en platå som begränsas i väst, nord och öst av branta stup, på vissa platser upp till 30 meter höga. På den södra sidan finns en 4–7 meter hög och två kilometer lång kallmur av kalksten, den egentliga fornborgen, som knyter samman öppningen i den naturliga klinten. Flera ”portar” leder in till borgplatån.
Cirka 1,5 kilometer sydost om Torsburgen ligger fornborgen Herrgårdsklint.

## Arkeologiska undersökningar
Utgrävningar som gjorts i kallmuren har funnit rester som med kol-14-metoden visats vara daterade till tiden kring Kristi födelse. Borgen tros ha använts till och från som skydd för ortsbefolkningen under oroliga tider, fram till vikingatiden runt 800–900-talen. Anläggningen verkar ha varit baserad på ett tillfälligt försvar då inga bebyggelselämningar har påträffats inne i fornborgen.

## Bildgalleri

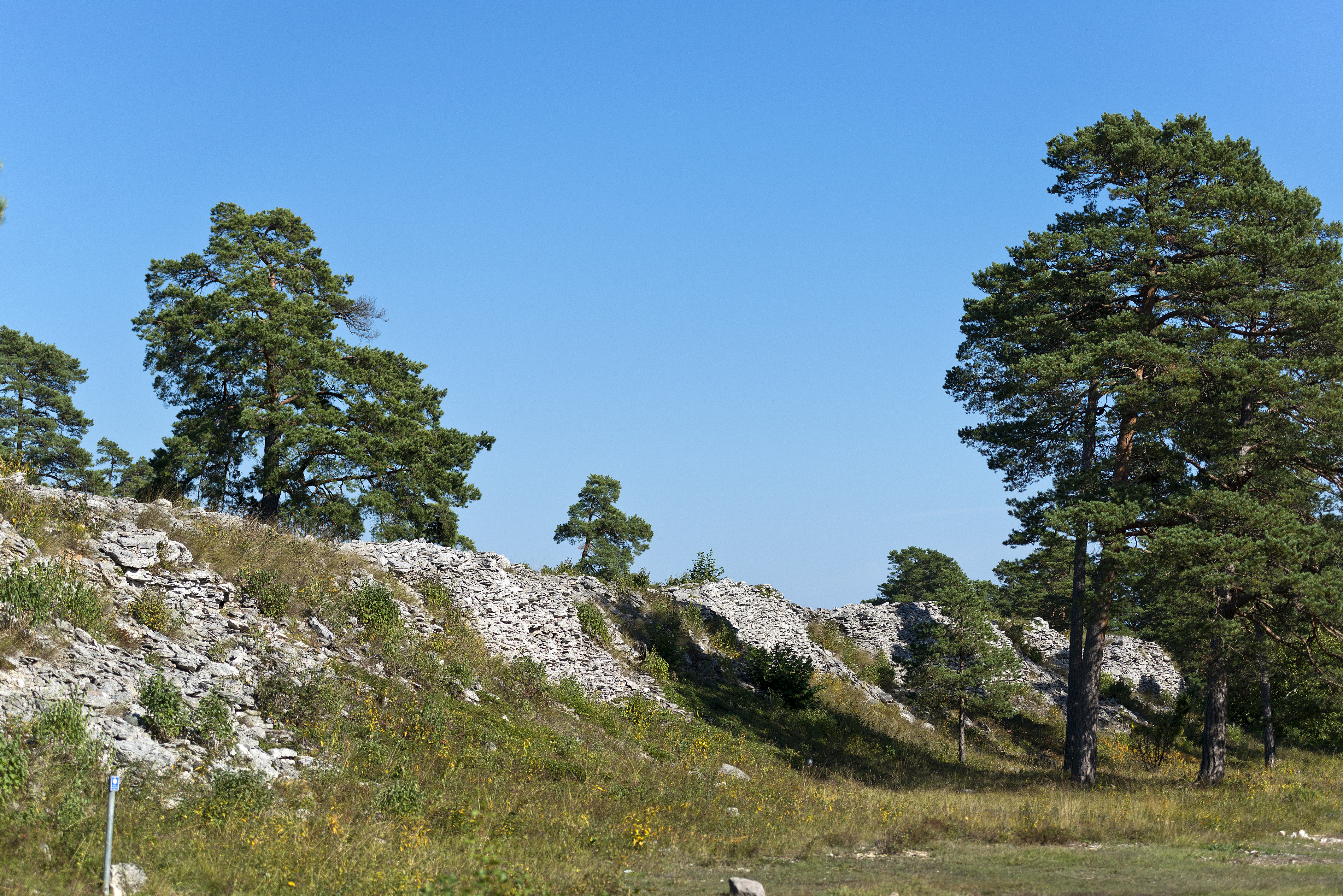
Öster om Ardre luke
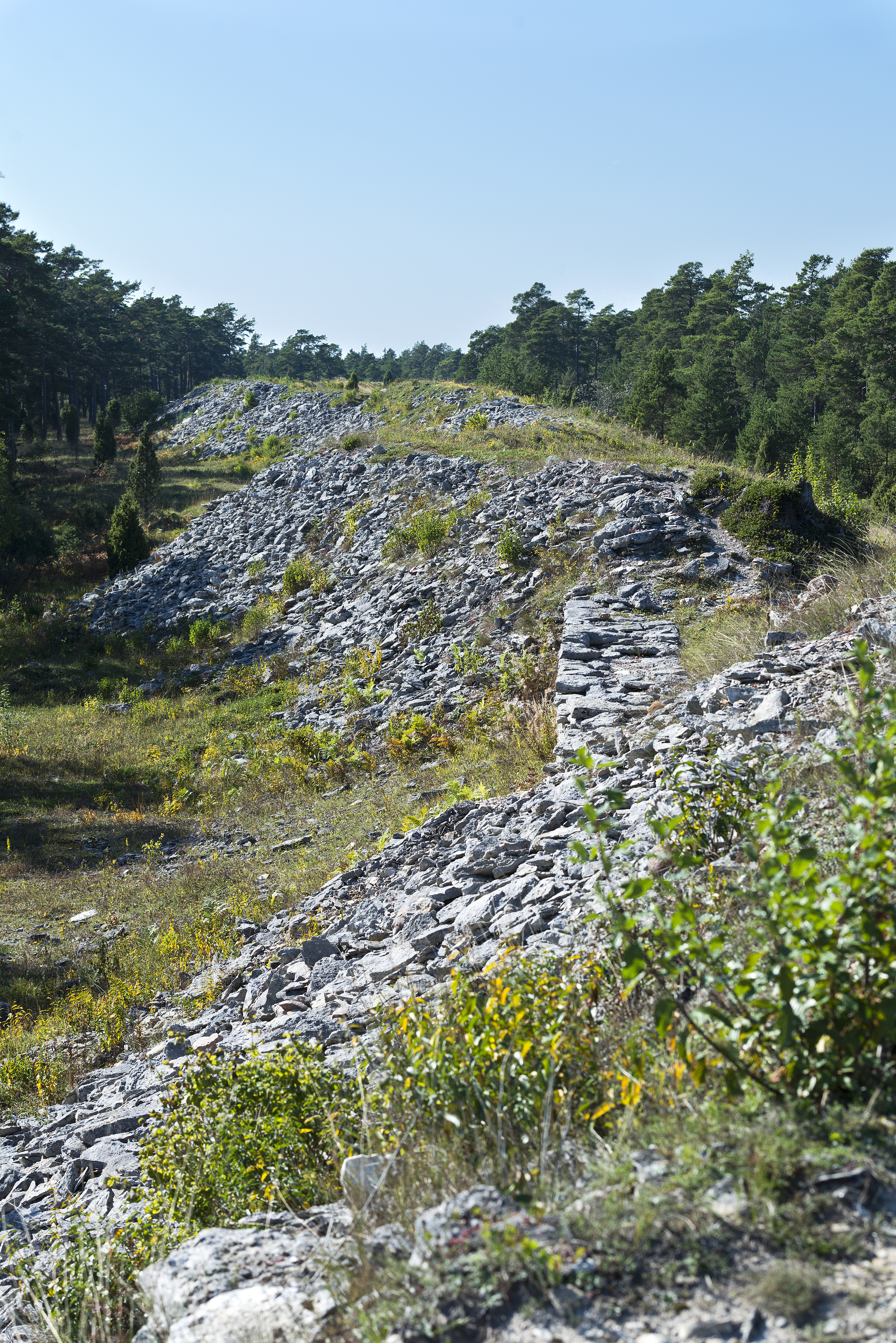
Väster om Ardre luke, med rekonstruktion.
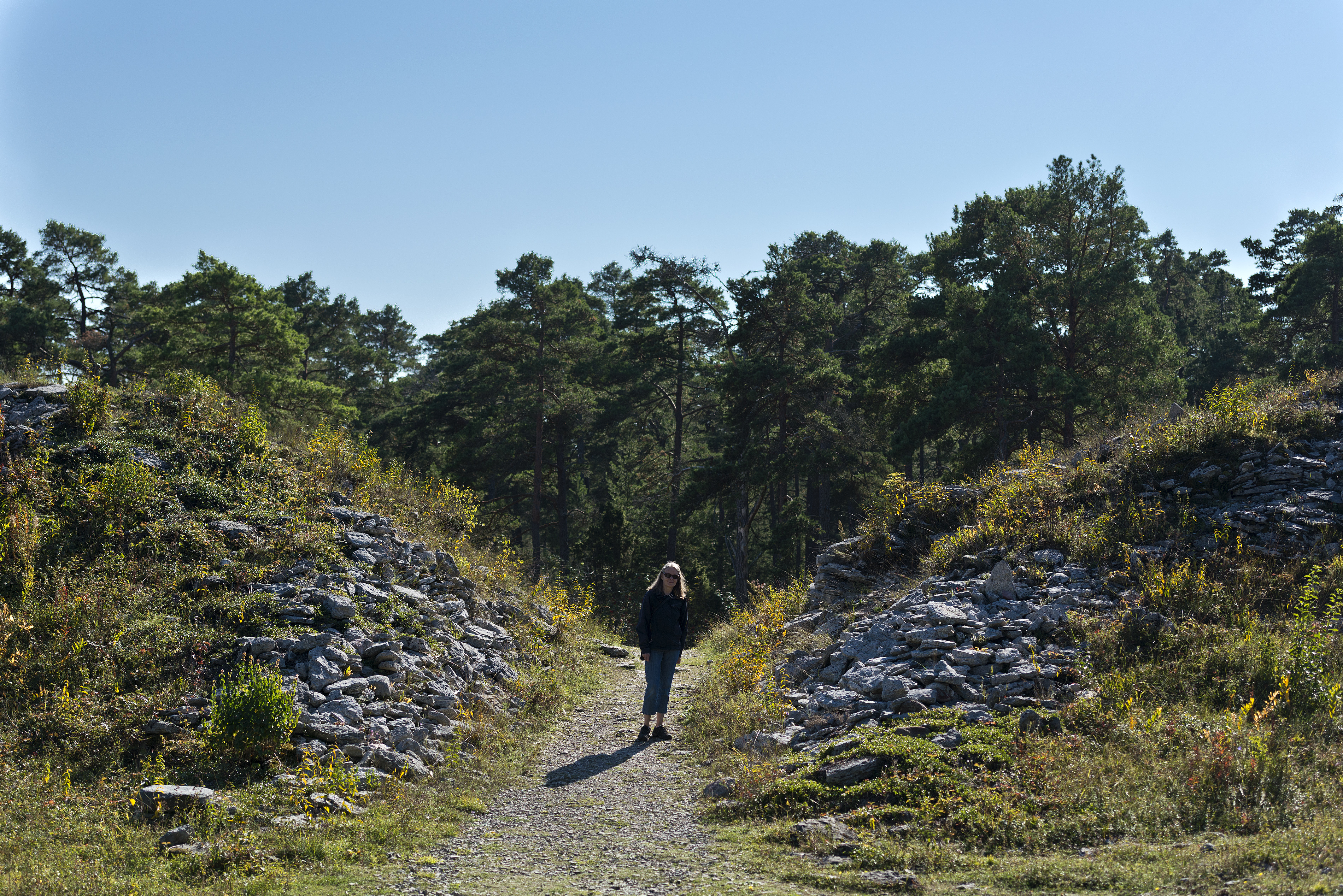
Ardre luke

## Gutasagan och folktro
Fornborgen är omtalad i Gutasagan i den så kallade utvandringsberättelsen, där en tredjedel av Gotlands befolkning tvingas flytta söderut och enligt denna sägen blir förfäder till goterna.
| ”          | Tha lutathu thair bort af landi huert thrithia thiauth so at alt sculdu thair aiga oc mith sir bort hafa som thair vfan iorthar attu. Sithan wildu thair nauthugir bort fara men foru innan thors borg Oc bygthus thar firir. sithan wildi ai land thaim thula vtan racu thaim bort thethan. Sithan foru thair borth i faroyna. | „ |
| – gutniska | |   |

| ”         | Då lottade de bort från landet var tredje man, så att de fingo behålla och föra bort med sig allt som de ägde ovan jord. Sedan ville de ogärna fara bort, utan foro till Torsborg och slogo sig ned där. Sedan ville landet icke tåla dem, utan de drevo bort dem därifrån. Sedan foro de bort till Fårön och slogo sig ned där. | „ |
| – svenska | |   |

Enligt folktraditionen hade åskguden Tor sin bostad i berget.